# Aina Wifalk
Aina Wifalk (Lund, 21 maart 1928 – Västerås, 16 juni 1983) was een Zweeds sociaal wetenschapper en uitvinder van de rollator.

## Biografie
Wifalk werd geboren in Lund op 21 maart 1928. In 1949 kreeg ze op 21-jarige leeftijd polio toen ze een opleiding als verpleegster volgde, waardoor ze deze moest afbreken. Daarna werd ze een actievoerster voor gehandicapte mensen en richtte diverse verenigingen voor hen op.
Nadat ze haar opleiding had afgebroken studeerde ze sociale wetenschappen. Vanaf 1957 werkte ze voor de orthopedische kliniek in Västerås en aan het eind van de jaren zestig adviseerde ze de gemeente op het gebied van gehandicapten.
Wifalk overleed op 16 juni 1983 op 55-jarige leeftijd in Västerås.

## Uitvindingen
In 1965 presenteerde ze de Manuped, een apparaat waarmee gehandicapten hun armen en benen konden trainen. Varianten hiervan worden nog steeds gebruikt voor revalidatie.
In de jaren 70 werd haar vermogen om te lopen steeds minder en omdat de looprekken uit die tijd niet comfortabel genoeg waren om mee te lopen ontwierp ze een nieuwe variant met grotere wielen en handremmen en optimaliseerde het voor gebruik zowel binnen als buiten gebouwen. In 1978 presenteerde ze het eerste ontwerp van wat later als de rollator bekend zou worden. Via het Zweedse Ontwikkelingsfonds was ze in contact gekomen met een bedrijf dat een prototype maakte.
Omdat ze haar uitvindingen zoveel mogelijk wilde verspreiden onder gehandicapten vroeg ze er geen octrooi op aan.
- KulturNav: adcf97f3-de7d-4596-929c-074f057dbd66